# York Mills (Toronto Subway)

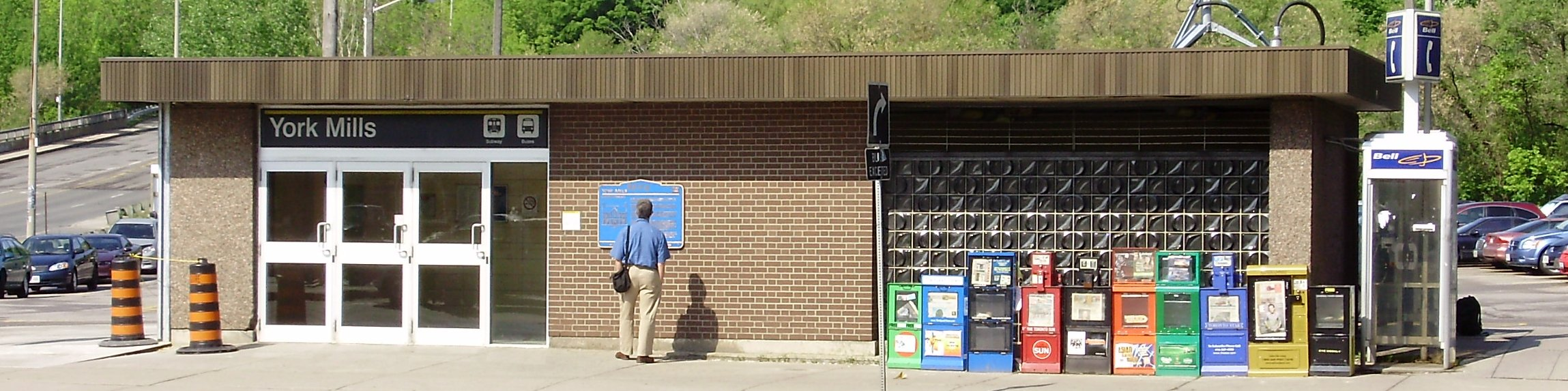
Eingang zur Station

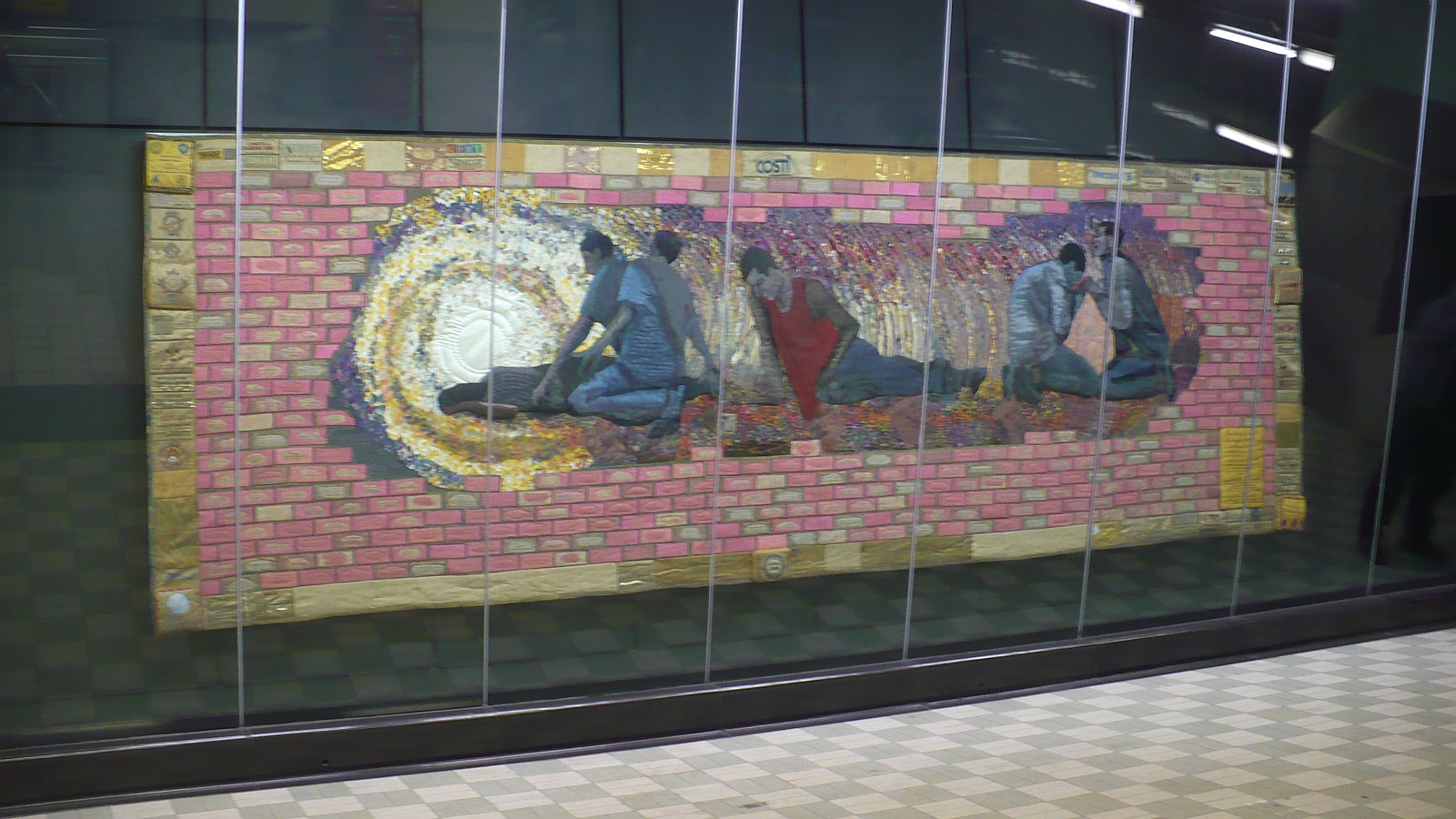
Künstlerische Gestaltung

York Mills ist eine unterirdische U-Bahn-Station in Toronto. Sie liegt an der Yonge-University-Linie der Toronto Subway, an der Kreuzung von Yonge Street, Wilson Avenue und York Mills Road. Die Station besitzt einen Mittelbahnsteig und wird täglich von durchschnittlich 29.660 Fahrgästen genutzt (2018).
Es bestehen Umsteigemöglichkeiten zu neun Buslinien der Toronto Transit Commission, die von einem unterirdischen Busbahnhof aus verkehren. Darüber hinaus steht Pendlern ein Park-and-ride mit 260 Parkplätzen zur Verfügung. Unmittelbar südlich der Station unterquert die Strecke den westlichen Arm des Don River. Ursprünglich war vorgesehen, die Station oberirdisch zu errichten und den Fluss mittels einer Brücke zu überqueren. Proteste von Anwohnern erzwangen eine unterirdische Führung.
Die Eröffnung der Station erfolgte am 31. März 1973, zusammen mit dem Abschnitt Eglinton – York Mills. Knapp ein Jahr lang war hier die nördliche Endstation, bis zur Eröffnung des Abschnitts nach Finch am 30. März 1974. Eigentlich hätte 1973 die gesamte Strecke von Eglinton nach Finch eröffnet werden sollen, doch Streiks machten eine Etappierung notwendig. Seit 2010 erinnert das von Laurie Swim entworfene Wandbild Breaking Ground an ein Unglück, das sich fünfzig Jahre zuvor beim Bau einer Wasserleitung in der Nähe ereignet hatte und bei dem fünf italienische Arbeiter ums Leben gekommen waren.